# Euophryinae
Euophryinae, es una subfamilia de pequeñas arañas araneomorfas, pertenecientes a la familia Salticidae.  Comprende las siguientes tribus.

## Tribus
- Amphidrausini
- Athamini
- Bellienini
- Chalcoscirtini
- Coccorchestini
- Cytaeini
- Emathini
- Euophryini
- Hermotimini
- Laufeiini
- Pensacolini
- Saitini
- Servaeini
- Spilargini
- Thianiini
- Tritini
- Zenodorini